# UFC 155
UFC 155: dos Santos vs. Velasquez 2（ユーエフシー・ワンフィフティファイブ：ドス・サントス・バーサス・ヴェラスケス・ツー）は、アメリカ合衆国の総合格闘技団体「UFC」の大会の一つ。2012年12月29日、ネバダ州ラスベガスのMGMグランド・ガーデン・アリーナで開催された。

## 大会概要
本大会ではジュニオール・ドス・サントスとケイン・ヴェラスケスによるUFC世界ヘビー級タイトルマッチが組まれた。

### カード変更
負傷などによるカードの変更は以下の通り。
- コーディ・マッケンジー → マックス・ホロウェイ（第2試合）

- マット・ミトリオン → トッド・ダフィー（第3試合）

- カーロス・ヴェモラ → デレク・ブランソン（第8試合）

- クリス・ワイドマン → コンスタンティノス・フィリッポウ（第10試合）

- グレイ・メイナード → ジム・ミラー（第11試合）

- エリック・コク vs. リカルド・ラマス → UFC on FOX 6に移動

- フォレスト・グリフィン vs. チェール・ソネン → ソネンの移動により中止

- フォレスト・グリフィン vs. フィル・デイヴィス → グリフィンの負傷により中止

## 試合結果

### アーリープレリム
第1試合 フライ級ワンマッチ 5分3R
○  ジョン・モラガ vs.  クリス・カリアソ ×
3R 1:11 ギロチンチョーク
第2試合 フェザー級ワンマッチ 5分3R
○  マックス・ホロウェイ vs.  レオナルド・ガルシア ×
3R終了 判定2-1（29-28、28-29、29-28）
第3試合 ヘビー級ワンマッチ 5分3R
○  トッド・ダフィー vs.  フィル・デ・フライズ ×
1R 2:04 TKO（スタンドパンチ連打）

### プレリミナリーカード
第4試合 ライト級ワンマッチ 5分3R
○  マイルズ・ジュリー vs.  マイケル・ジョンソン ×
3R終了 判定3-0（30-27、30-27、30-27）
第5試合 ライト級ワンマッチ 5分3R
○  ジェイミー・ヴァーナー vs.  メルヴィン・ギラード ×
3R終了 判定2-1（30-27、27-30、30-27）
第6試合 バンタム級ワンマッチ 5分3R
○  エリック・ペレス vs.  バイロン・ブラッドワース ×
1R 3:50 TKO（パウンド）
第7試合 バンタム級ワンマッチ 5分3R
○  エディ・ワインランド vs.  ブラッド・ピケット ×
3R終了 判定2-1（30-27、28-29、30-27）

### メインカード
第8試合 ミドル級ワンマッチ 5分3R
○  デレク・ブランソン vs.  クリス・リーベン ×
3R終了 判定3-0（29-28、29-28、29-28）
第9試合 ミドル級ワンマッチ 5分3R
○  岡見勇信 vs.  アラン・ベルチャー ×
3R終了 判定3-0（30-27、30-27、29-28）
第10試合 ミドル級ワンマッチ 5分3R
○  コンスタンティノス・フィリッポウ vs.  ティム・ボッシュ ×
3R 2:11 TKO（パウンド）
第11試合 ライト級ワンマッチ 5分3R
○  ジム・ミラー vs.  ジョー・ローゾン ×
3R終了 判定3-0（29-28、29-28、29-28）
第12試合 UFC世界ヘビー級タイトルマッチ 5分5R
○  ケイン・ヴェラスケス vs.  ジュニオール・ドス・サントス ×
5R終了 判定3-0（50-45、50-43、50-44）
※ヴェラスケスが王座獲得に成功。

### 各賞
ファイト・オブ・ザ・ナイト： ジム・ミラー vs. ジョー・ローゾン
ノックアウト・オブ・ザ・ナイト： トッド・ダフィー
サブミッション・オブ・ザ・ナイト： ジョン・モラガ
各選手にはボーナスとして6万5,000ドルが支給された。